# Anning (Lanzhou)

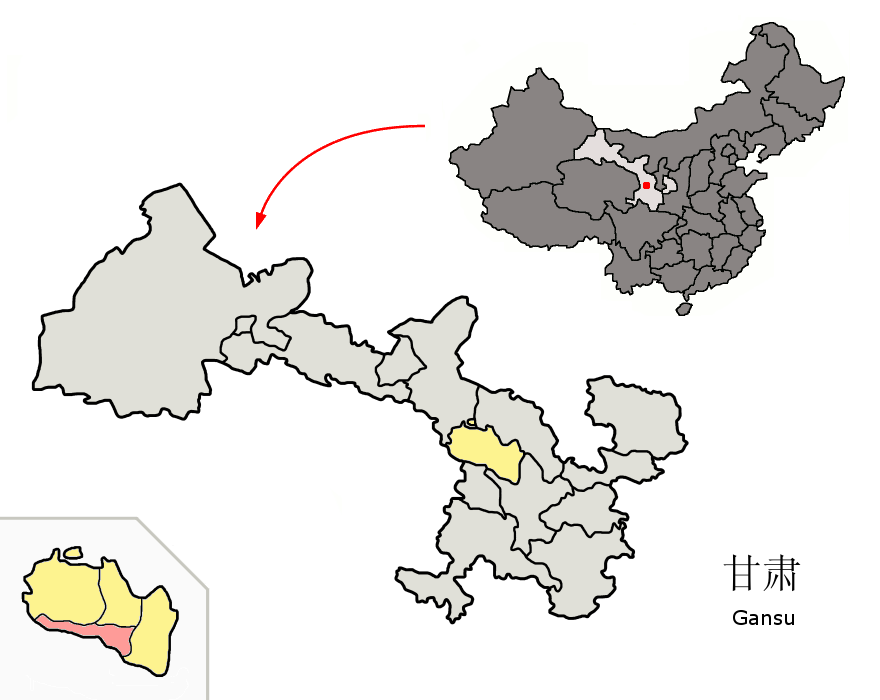
Lage des Gebietes der fünf Stadtbezirke (rosa) von Lanzhou (gelb) in Gansu

Der Stadtbezirk Anning (chinesisch 安宁区, Pinyin Ānníng Qū) gehört zum Verwaltungsgebiet der bezirksfreien Stadt Lanzhou, der Hauptstadt der chinesischen Provinz Gansu. Anning hat eine Fläche von 85,9 km² und zählt 284.800 Einwohner (Stand: Ende 2018). 